# Svensktoppen 1975
Svensktoppen 1975 är en sammanställning av de femton mest populära melodierna på Svensktoppen under 1975.
Populärast var Du gav bara löften av Vikingarna. Melodin fick sammanlagt 616 poäng under 11 veckor.
Populärast från Årets melodifestival var den i tävlingen femteplacerade Michelangelo av Björn Skifs, som under sina 11 veckor på Svensktoppen fick ihop 533 poäng vilket räckte till en fjärdeplats på årslistan. Noterbart är att 1975 års vinnare i Melodifestivalen, Lars Berghagen, inte återfinns på listan med sin vinnarmelodi "Jennie, Jennie"; däremot tar han femteplatsen med melodin "Han är en clown".
Populäraste artisterna var Svenne & Lotta, som fick med två melodier på årssammanfattningen.

## Årets Svensktoppsmelodier 1975
| Nr | Artist                    | Titel                               | Poäng | Antal veckor |
| -- | ------------------------- | ----------------------------------- | ----- | ------------ |
| 1  | Vikingarna                | Du gav bara löften                  | 616   | 11           |
| 2  | Mats Rådberg              | Den vita duvan                      | 586   | 11           |
| 3  | Pierre Isacsson           | Jag vill andas samma luft som du    | 550   | 11           |
| 4  | Björn Skifs               | Michelangelo                        | 533   | 11           |
| 5  | Lars Berghagen            | Han är en clown                     | 513   | 10           |
| 6  | Max Fenders               | Vindens melodi                      | 484   | 11           |
| 7  | Birgitta Wollgård & Salut | Om och om och om och om och om igen | 482   | 10           |
| 8  | Schytts                   | Emma                                | 466   | 11           |
| 9  | Jigs                      | Kors i Jösse namn                   | 462   | 11           |
| 10 | Eva Rydberg               | Han är väldigt lik oss andra        | 436   | 11           |
| 11 | Göran Muhlert             | Cuidate Mucho Querida               | 418   | 11           |
| 12 | Thorleifs                 | Gråt inga tårar                     | 409   | 11           |
| 13 | Svenne & Lotta            | Kom och ta en sista dans med mej    | 394   | 11           |
| 14 | Svenne & Lotta            | Bang en boomerang                   | 393   | 10           |
| 15 | Anders Glenmark           | Nu bubblar blodet så hett i mig     | 389   | 11           |